# Phenacodes nigroalba
Phenacodes nigroalba is een vlinder uit de familie van de grasmotten (Crambidae), uit de onderfamilie van de Glaphyriinae. De wetenschappelijke naam van deze soort is voor het eerst gepubliceerd in 1915 door Rothschild.
Deze soort komt voor in Indonesië (Papoea).